# Numele orașelor românești în alte limbi
Aceasta este o listă a numelor orașelor românești în alte limbi decât română. Lista include și nume ieșite din uz (marcate cu †), nume arhaice, precum și adaptări fonetice ale numelui românesc.

## A
| Abrud      | Abrudbánya (maghiară), Abruttus (latină), Altenburg (germană), Großschlatten (germană) |
| Adjud      | Atschud (germană), Egyedhalma (maghiară) |
| Agnita     | Agnetheln (germană), Agnitlen (săsească), Szentágota (maghiară) |
| Aiud       | Änjet (săsească), Brucla (latină), Egidstadt (germană), Egidiopolis (latină medievală), Nagyenyed (maghiară), Straßburg am Mieresch (germană), Strossbrich (săsească) |
| Alba Iulia | Alba Carolina (latină medievală), Apulum (latină), Beograd – Београд (sârbă), Białogród (poloneză), Bilhorod – Білгород (ucraineană), Bŭlgrad – Бълград (bulgară), Carlosburg (ladino), Erdel Belgradı (turcă), Gyulafehérvár (maghiară), Karlov Belehrad (slovacă), Karlsburg (germană), Karlsburg – קאַרלסבורג (idiș), Karlův Bělehrad (cehă), Károlyfehérvár (maghiară), Weißenburg (germană, –1711) |
| Aleșd      | Alešď (slovacă), Élesd (maghiară), Eleshd – עלעשד (idiș), Ellesch (germană), Iležd – Илежд (sârbă) |
| Anina      | Stájerlakanina (maghiară), Steierdorf-Anina (germană) |
| Aninoasa   | Aninatz (germană), Aninósza (maghiară) |
| Arad       | Arád (bulgară bănățeană), Arad (germană, maghiară), Arad – Арад (sârbă), Arat (șvabă bănățeană, turcă) |
| Ardud      | Erdeed (germană), Erdőd (maghiară), Schönberg (germană) |
| Avrig      | Avrik (slovacă), Felek (maghiară), Freck (germană), Frek (săsească) |

## B
| Babadag         | Babadag (germană), Babadağ (turcă), Papatagh – Պապատաղ (armeană) |
| Bacău           | Backau (germană), Bacovia (latină medievală), Baka (turcă), Bakau – Бакау (rusă), Bákó (maghiară), Bakov (cehă), Baków (poloneză), Bakoy – באַקוי (idiș), Barchau (germană) |
| Baia de Aramă   | Arámabánya (maghiară), Rama (germană) |
| Baia de Arieș   | Aranyosbánya (maghiară), Offenbánya (maghiară), Offenburg (germană), Onimberg (germană), Schwend (germană) |
| Baia Mare       | Asszonypataka (maghiară), Banye - באַניע (idiș), Büyük Banya (turcă), Frauenbach (germană), Nagybánya (maghiară), Neustadt (germană), Rivulus Dominarum (latină medievală), Veľká Baňa (slovacă) |
| Baia Sprie      | Felshe-Banye – פֿעלשע־באַניע (idiș), Felsőbánya (maghiară), Mittelstadt (germană) |
| Baraolt         | Barót (maghiară), Baroth (germană), Siebenfelden (germană), Woralden (germană) |
| Băile Govora    | Govorafürdő (maghiară), Greif (germană) |
| Băile Herculane | Banja Herkules – Бања Херкулес (sârbă), Herkulesbad (germană), Herkulesfürdő (maghiară), Herkulovy lázně (cehă), Lazarethane (turcă) |
| Băile Olănești  | Cserépfürdő (maghiară) |
| Băile Tușnad    | Kaiserbad (germană), Tusnádfürdő (maghiară) |
| Bălan           | Balánbánya (maghiară), Kupferbergwerk (germană) |
| Bârlad          | Bariach (germană), Berlad (germană), Berlád (maghiară), Berład (poloneză), Berlad – Берлад (rusă), Berlad’ – Берладь (ucraineană), Berlat (turcă) |
| Bechet          | Pegg (germană) |
| Beclean         | Bethlen (maghiară), Bethlensdorf (germană), Betlen - בעטלען (idiș), Betlenvar (turcă) |
| Beiuș           | Bejuš (slovacă), Belenješ – Белењеш (sârbă), Belényes (maghiară), Belenyesh – בעלעניעש (idiș), Belnoș (turcă), Bins (germană), Weißschloß (germană) |
| Berești         | Beresht – בערעשט (idiș) |
| Bicaz           | Békás (maghiară), Bekasch (germană) |
| Bistrița        | Besterce (turcă), Beszterce (maghiară), Bistrica – Бистрица (sârbă), Bistritz (germană), Bystrica (slovacă), Bystřice (cehă), Bystrzyca (poloneză), Nîsn (săsească), Nösen (germană†) |
| Blaj            | Balázsfalva (maghiară), Blasendorf (germană), Blazh – בלאַזש (idiș), Bluesendref (săsească) |
| Bocșa           | Bogça (turcă), Bogschan (germană), Boksánbánya (maghiară) |
| Borsec          | Borseck (germană), Borszék (maghiară) |
| Borșa           | Borsa (maghiară), Borscha (germană), Borshe – באָרשע (idiș) |
| Botoșani        | Botosán (maghiară), Botoshan’ - Ботошань (rusă, ucraineană), Botoszany (poloneză), Botshan - באָטשאַן‎ (idiș), Bottuschain (germană), Botušany (cehă), Potșan (turcă) |
| Brad            | Rudabánya (maghiară), Tannendorf (germană) |
| Brașov          | Barasu (turcă), Barsil – Барсил (bulgară), Bozsu (turcă), Brashov – Брашов (rusă), Brašov (cehă, slovacă), Brassó (maghiară), Brassovia (latină medievală), Braszów (poloneză), Corona (latină medievală), Kronshtat – קראָנשטאַט (idiș), Kronstadt (germană), Kruhnen (săsească) |
| Brăila          | Barilla (italiană), Braiła (poloneză), Brailov – Браилов (rusă), Brajla (maghiară), Braylau (germană), Brayle – ברײַלע‎ (idiș), İbrail (turcă), Proilabum (latină), Vraḯla – Βραΐλα (greacă) |
| Breaza          | Breatz (germană) |
| Broșteni        | Brostin (germană) |
| Bucecea         | Bucsecsea (maghiară), Butshetsh – בוטשעטש‎ (idiș) |
| București       | Buharest (turkmenă), Boekarest (neerlandeză), Bokhaarest – بخارست (persană), Búcairist (irlandeză), Bucarest (franceză, spaniolă, italiană, catalană), Bucareste (portugheză), Bucharest (engleză), Bucureshci (aromână), Buharest – Бухарест (rusă, ucraineană), Bùjiālèsītè – 布加勒斯特 (chineză), Bukaleseuteu – 부카레스트 (coreeană), Bukaresht – בוקאַרעשט‎ (idiș), Bukaresht – בוקרשט (ebraică), Bukaresiti – ቡካረስት (amharică), Bukarest (germană, suedeză, daneză, norvegiană, finlandeză, estoniană, maghiară), Bukarest’i – ბუქარესტი (georgiană), Bukarešta (slovenă), Bukareštas (lituaniană), Bukareste (letonă), Bukaresuto – ブカレスト (japoneză), Bukareszt (poloneză), Bukhaarest – बुखारेस्ट (hindi), Bukharest – Բուխարեստ (armeană), Bukharest – بخارسٹ (urdu), Bukharist – بوخارست (arabă), Bükreș (turcă), Bukuresht (albaneză), Bukuresht – Букурещ (bulgară), Bukureshti (romani), Bukurešt (croată), Bukurešt – Букурешт (sârbă), Bukurešť (cehă, slovacă), Buxarest (azerbaidjană), Bwcarést (galeză), Voukourésti – Βουκουρέστι (greacă) |
| Budești         | Budeshti (romani) |
| Buhuși          | Bohus (maghiară), Bohush – באָהוש (idiș), Silenburg (germană) |
| Buzău           | Bodzavásár (maghiară), Boze (turcă), Bozu – באָזו (idiș), Busäu (germană), Büssenmarkt (germană), Buza (turcă), Buzów (poloneză), Oláhbodza (maghiară) |
| Buziaș          | Busiasch (germană), Buziásfürdő (maghiară), Buzjaš – Бузјаш (sârbă) |

## C
| Cajvana               | Keschwana (germană), Kézsvána (maghiară) |
| Calafat               | Kalafat (turcă), Kudel’ – Кудель (rusă†), Teglene – Теглене (bulgară†) |
| Caracal               | Karakale (turcă) |
| Caransebeș            | Karánsebes (maghiară), Karansebeš (croată), Karansebeš – Карансебеш (sârbă), Karansebesch (germană), Karenburg (germană), Șeșbeș (turcă) |
| Carei                 | Großkarl (germană), Karolvar (turcă), Nagykároly (maghiară), Krule – קרולע‎ (idiș) |
| Cavnic                | Kapnikbánya (maghiară), Kapnikgrub (germană) |
| Călan                 | Klandorf (germană), Pusztakalán (maghiară) |
| Călărași              | Kılıșenir (turcă) |
| Câmpeni               | Topánfalva (maghiară), Topesdorf (germană) |
| Câmpia Turzii         | Gieresch (germană), Gyéres (maghiară), Jerischmarkt (germană) |
| Câmpulung             | Dŭlgo pole – Дълго поле (bulgară), Hosszúmező (maghiară), Langenau (germană), Uzunköy (turcă) |
| Câmpulung Moldovenesc | Dovhe pole – Довге поле (ucraineană), Dovhopillya – Довгопілля (ucraineană), Kimpelung – קימפּעלינג (idiș), Kimpolung (germană, poloneză), Moldvahosszúmező (maghiară) |
| Cehu Silvaniei        | Böhmischdorf (germană), Schechenmarkt (germană), Szilágycseh (maghiară) |
| Cernavodă             | Axioúpoli – Ἀξιούπολι (greacă), Boğazköy (turcă), Cherna voda – Черна вода (bulgară) |
| Chișineu-Criș         | Kiš-Jeneu – Киш-Јенеу (sârbă), Kischenau (germană), Kisjenő (maghiară) |
| Ciacova               | Çakova (turcă), Čakovo – Чаково (sârbă), Csakovár (maghiară), Tschakau (germană) |
| Cisnădie              | Heltau (germană), Hielt (săsească), Nagydisznód (maghiară) |
| Cluj-Napoca           | Claudiopolis (latină medievală), Clausemburgo (italiană), Kaloșvar (turcă), Klausenburg (germană), Klazin – קלאזין (ebraică), Kloyzenburg – קלויזענבורג (idiș), Klousenbrich (săsească), Koloszwar (poloneză), Kolozsvár (maghiară), Koložvár (slovacă), Napoca (latină) |
| Codlea                | Cidinum (latină medievală), Feketehalom (maghiară), Schwarzberg (germană), Schwarzhügel (germană), Zeiden (germană), Zuidn (săsească) |
| Comănești             | Kománfalva (maghiară) |
| Constanța             | Constança (portugheză), Constanza (spaniolă), Costansa (venetă), Costanza (italiană), Konstanca (cehă, maghiară, poloneză, slovacă), Konstanca – Констанца (sârbă), Konstántia – Κωνστάντια (greacă), Konstants – קאָנסטאַנץ (idiș), Konstants’a – Կոնստանցա (armeană), Konstanz (germană), Köstence (turcă), Köstencĭ (tătară dobrogeană), Kyustendzha – Кюстенджа (bulgară), Custantsã (aromână), Qanistanta – قنسطنطة (arabă), Tomi (italiană†), Tómis – Τόμις (greacă veche) |
| Copșa Mică            | Kiskapus (maghiară), Kleinkopisch (germană), Klikopesch (săsească) |
| Corabia               | Korab – Кораб (bulgară), Korab (turcă), Korabovo – Корабово (rusă) |
| Covasna               | Kovászna (maghiară), Kowassen (germană) |
| Craiova               | Királyi (maghiară), Kragau (germană), Krajova (cehă), Krajova – Крајова (sârbă), Krajowa (poloneză), Kralevo – Кралево (bulgară), Krayova (turcă) |
| Cristuru Secuiesc     | Liebkreuz (germană), Székelykeresztúr (maghiară), Szitáskeresztúr (maghiară, –1882) |
| Cugir                 | Kuçir (turcă), Kudschir (germană), Kudzsir (maghiară), Kunendorf (germană) |
| Curtea de Argeș       | Arciș (turcă), Ardzhesh – Арджеш (bulgară), Argisch (germană), Argesz (poloneză), Argyasudvarhely (maghiară) |
| Curtici               | Kurtegyház (maghiară), Kurtič – Куртич (sârbă), Kurtitsch (germană), Kürtös (maghiară) |

## D
| Darabani              | Daraban – דאַראַבאַן (idiș), Daraban’ – Дарабань (ucraineană) |
| Dărmănești            | Dormánfalva (maghiară) |
| Dej                   | Burglos (germană), Deesch (săsească), Dés (maghiară), Desch (germană), Desh – דעש (idiș), Dezvaroș (turcă)                                                                                      |
| Deta                  | Ded (maghiară†), Dédva (bulgară bănățeană), Deta – Дета (sârbă), Detta (germană, maghiară), Tetta (șvabă bănățeană)                                                                             |
| Deva                  | Denburg (germană), Deva – Дева (bulgară), Déva (maghiară), Devevar (turcă), Diemrich (germană), Sargetia (latină), Schloßberg (germană)                                                         |
| Dolhasca              | Dolhászka (maghiară), Dollaschky (germană) |
| Dorohoi               | Dorkhoy – דאָרכוי (idiș), Dorochey (germană), Dorokhoy – Дорохой (rusă, ucraineană), Dorohoj (maghiară), Durukoy (turcă)                                                                         |
| Dragomirești          | Dragomérfalva (maghiară), Dragomersdorf (germană), Dragomiresht – דראַגאָמירעשט (idiș) |
| Drobeta-Turnu Severin | Drobeta (latină), Severin – Северин (bulgară, sârbă), Sewerin (germană), Söreyn (turcă), Szörénytornya (maghiară†), Szörényvár (maghiară)                                                       |
| Dumbrăveni            | Ebesfalva (maghiară, –1733), Elisabethstadt (germană), Elisabetopolis (latină medievală), Eppeschdorf (germană, –1733), Erzsébetváros (maghiară), Yeghisabet’upolis – Եղիսաբեթուպոլիս (armeană) |

## F
| Făgăraș   | Fogaras (maghiară), Fogaraș (turcă), Fogarasch (germană), Fogarasz (poloneză), Fugreschmarkt (germană)                                          |
| Făget     | Birkendorf (germană), Façet (turcă), Facsád (maghiară), Fatschet (germană)                                                                      |
| Fălticeni | Falticsén (maghiară), Foltshen – פֿאָלטשען (idiș)                                                                                                 |
| Flămânzi  | Flamonza (maghiară) |
| Focșani   | Flock (germană), Foksán (maghiară), Fokșan (turcă), Fokschan (germană), Fokshan – פֿאָקשאַן (idiș), Fokshany – Фокшаны (rusă), Fokszany (poloneză) |
| Frasin    | Fraßin (germană) |

## G
| Galați         | Caladda (italiană), Galac (cehă, slovacă), Gálac (maghiară), Gałacz (poloneză), Galats – Галац (bulgară, rusă), Galats’ – Գալաց (armeană), Galatz (germană), Galázio – Γαλάζιο (greacă†), Galits – גאַליץ (idiș), Halats – Галац (ucraineană), Kalas (turcă), Mały Halicz (poloneză†), Malyy Galich – Малый Галич (rusă†), Malyy Halych – Малий Галич (ucraineană†) |
| Gătaia         | Gataja – Гатаја (sârbă), Gátalja (maghiară), Gatthal (germană), Kattaja (șvabă bănățeană) |
| Geoagiu        | Aldiód (maghiară), Algyógy (maghiară), Gergesdorf (germană), Germisara (latină) |
| Gheorgheni     | Churchov – Ճուրճով (armeană), Gyergyószentmiklós – 𐲎𐳉𐳢𐳎𐳜𐳥𐳉𐳙𐳦𐳘𐳐𐳓𐳖𐳜𐳤 (maghiară), Niklasmarkt (germană), Send-Miglosh – Սէնդ-Միգլոշ (armeană) |
| Gherla         | Armenierstadt (germană, 1720–), Armenopolis (latină medievală), Hayak’aghak’ – Հայաքաղաք (armeană), Neuschloss (germană), Örményváros (maghiară, 1720–), Samoș Uyvar (turcă), Samosh-Oyvar – סאַמאָש־אויװאַר (idiș), Szamosújvár (maghiară) |
| Ghimbav        | Vidombák (maghiară), Wedjebich (săsească), Weidenbach (germană) |
| Giurgiu        | Gyurgevo – Гюргево (bulgară), Gyurgyevó (maghiară), Malko Ĭorgovo – Малко Йоргово (bulgară), San Giorgio (italiană), Sankt Georg (germană), Yerköy (turcă), Yergöğü (turcă), Zorzo (italiană), Zurz (germană) |
| Gura Humorului | Gura Humora (germană, maghiară, poloneză), Hamor – האַמאָר (idiș), Hura-Humora – Гура-Гумора (ucraineană) |

## H
| Hațeg     | Harszoc (maghiară†), Hatsek (turcă), Hátszeg (maghiară), Hötzing (germană), Hozeng (săsească), Wallenthal (germană) |
| Hârlău    | Gierlau (germană), Harló (maghiară), Harloy – האַרלוי (idiș)                                                         |
| Hârșova   | Girsovo – Гирсово (rusă), Hırsova (turcă), Khŭrsovo – Хърсово (bulgară)                                             |
| Horezu    | Gierisch (germană)                                                                                                  |
| Hunedoara | Eisenmarkt (germană), Hanedenj (săsească), Hünyadi (turcă), Vajdahunyad (maghiară)                                  |
| Huedin    | Bánffyhunyad (maghiară), Heynod (germană), Hoinden (săsească), Hunyad – הוניאַד (idiș), Ohodino (romani)             |
| Huși      | Huș (turcă), Hush – הוש (idiș), Hußburg (germană), Huszváros (maghiară)                                             |

## I
| Iași               | Iásio – Ιάσιο (greacă), Iassi (italiană), Iassy (franceză), Jassenmarkt (germană), Jassy (engleză†, poloneză), Jasy (cehă, slovacă), Jászvásár (maghiară), Yaash – یاش (persană), Yas – יאַס (idiș), Yaș (turcă), Yash – ياش (arabă), Yash – Յաշ (armeană), Yash – Яш (bulgară), Yashi (romani), Yassy – Яссы (rusă), Yasy – Яси (ucraineană), Yensu (turcă) |
| Iernut             | Radnót (maghiară), Radnot (turcă), Radnuden (săsească), Radnuten (germană) |
| Ineu               | Borosch-Jenau (germană), Borosjenő (maghiară), Jenopolje – Јенопоље (sârbă), Yanova (turcă) |
| Isaccea            | İshakçı (turcă), Obluchitsa – Облучица (bulgară†), Obluchytsya – Облучиця (ucraineană†), Obłuczyce (poloneză†) |
| Întorsura Buzăului | Bodsau (deu), Bodzaforduló (hun), Magyarbodza (hun) |

## J
| Jibou    | Schieburg (germană), Siben (germană), Zhiboy – זשיבוי (idiș), Zsibó (maghiară)                   |
| Jimbolia | Džimbolj (bulgară bănățeană), Hatzfeld (germană), Žombolj – Жомбољ (sârbă), Zsombolya (maghiară) |

## L
| Lipova | Lipovo – Липово (sârbă), Lippa (maghiară, șvabă bănățeană), Lippau (germană), Lipva (turcă)               |
| Liteni | Leiten (germană)                                                                                          |
| Livada | Šarkova (slovacă), Sárköz (maghiară), Șarköz (turcă), Sharkéz – Шаркэз (ucraineană), Wiesenheid (germană) |
| Luduș  | Gansdorf (germană), Logdes (săsească), Ludas (maghiară), Ludasch (germană)                                |
| Lugoj  | Logoș (turcă), Lugoš (croată, slovacă), Lugos (maghiară), Lugoš – Лугош (sârbă), Lugosch (germană)        |
| Lupeni | Farkaspataka (maghiară), Schilwolfsbach (germană)                                                         |

## M
| Mangalia            | Kallatís – Καλλατίς (greacă veche), Mankaliye (turcă), Pangaliya – Пангалия (bulgară), Pankália – Παγκάλια (greacă†), Panklikára – Παγκλικάρα (greacă†) |
| Marghita            | Margareten – מאַרגאַרעטען (idiș), Margarethen am Brettenbach (germană), Margeta (slovacă), Margitta (maghiară)                                            |
| Măcin               | Arrubium (latină), Maçin (turcă) |
| Mărășești           | Maraschest (germană), Marasest (maghiară) |
| Medgidia            | Karasu (turcă), Mecidiye (turcă) |
| Mediaș              | Medgyes (maghiară), Mediasch (germană), Medise (turcă), Medwesch (săsească), Megeșvar (turcă), Megyeš (slovacă)                                         |
| Miercurea Ciuc      | Csíkszereda – 𐲆𐳑𐳓𐳥𐳉𐳢𐳉𐳇𐳀 (maghiară), Sekelhisarı (turcă), Sicolsburgum (latină medievală), Szeklerburg (germană)                                         |
| Miercurea Nirajului | Neumarkt an der Nyarad (germană), Nyárádszereda (maghiară)                                                                                              |
| Miercurea Sibiului  | Reissmuert (săsească), Reußmarkt (germană), Szerdahely (maghiară), Unterwald (germană)                                                                  |
| Milișăuți           | Milishivtsi – Мілішівці (ucraineană), Milisóc (maghiară), Millischoutz (germană)                                                                        |
| Mizil               | Menzil (turcă) |
| Moinești            | Mánfalva (maghiară), Moynesht – מוינעשט (idiș) |
| Moldova Nouă        | Modava (turcă), Neumoldau (germană), Nová Moldava (cehă), Nova Moldava – Нова Молдава (sârbă), Újmoldova (maghiară)                                     |
| Moreni              | Moğlan (turcă) |
| Murfatlar           | Murfatlar (turcă) |

## N
| Nădlac       | Nad’lak – Надьлак (ucraineană), Nadlak (germană), Nađlak – Нађлак (sârbă), Naďlak (slovacă), Nagylak (maghiară) |
| Năsăud       | Nasod – נאַסאָד (idiș), Nassndref (săsească), Naßod (germană), Naszód (maghiară), Nußdorf (germană)               |
| Năvodari     | Kara k’oĭ – Кара кьой (bulgară), Karaköy (turcă)                                                                |
| Negrești-Oaș | Felsőfalu (maghiară), Nigresht – ניגרעשט (idiș), Oasch-Oberdorf (germană)                                       |
| Negru Vodă   | Karaomer – Караомер (bulgară), Karaömer (turcă)                                                                 |
| Nucet        | Diófás (maghiară), Reesburg (germană)                                                                           |

## O
| Ocna Mureș        | Marosújvár (maghiară), Miereschhall (germană), Miereschneuburg (germană), Salinae (latină), Steinort (germană) |
| Ocna Sibiului     | Salzbrich (săsească), Salzburg (germană), Vizakna (maghiară) |
| Ocnele Mari       | Hokna (turcă) |
| Odobești          | Choibetsch (germană), Odobest (maghiară) |
| Odorheiu Secuiesc | Areopolis (latină), Hofmarkt (germană), Odjerhalen (săsească), Odorhallen (germană), Sekelmeydanı (turcă), Székelyudvarhely – 𐲥𐳋𐳓𐳉𐳗𐳪𐳇𐳮𐳀𐳢𐳏𐳉𐳗 (maghiară) |
| Oltenița          | Lambach (germană), Oltaniçe (turcă) |
| Onești            | Dreimarkt (germană), Ónfalva (maghiară) |
| Oradea            | Gran Varadino (italiană†), Großwardein (germană), Groys-Verdan – גרויס־ווערדאַן (idiș), Magnovaradinum (latină medievală), Nagyvárad (maghiară), Varat (turcă), Veliki Varadin (croată), Veliki Varadin – Велики Варадин (sârbă), Velký Varadín (cehă), Veľký Varadín (slovacă), Wielki Waradyn (poloneză) |
| Oravița           | Oravica – Оравица (sârbă), Oravicabánya (maghiară), Oravice (cehă), Orawitz (germană), Urewitz (șvabă bănățeană) |
| Orăștie           | Broos (germană), Brôs (săsească), Saxopolis (latină medievală), Sazvaroș (turcă), Szászváros (maghiară) |
| Orșova            | Dierna (latină), İrșova (turcă), Oršava (cehă, croată), Oršava – Оршава (sârbă), Orschowa (germană), Orsova (maghiară), Orsovo – Орсово (bulgară), Örsvár (maghiară†) |
| Oțelu Roșu        | Ferdinandsberg (germană), Nándorhegy (maghiară) |
| Ovidiu            | Kanara (turcă) |

## P
| Panciu       | Pancs (maghiară), Polns (germană)                                                                   |
| Pașcani      | Pashkan – פּאַשקאַן (idiș), Pashkany – Пашканы (rusă), Páskán (maghiară)                               |
| Pâncota      | Banget (germană), Pankota (germană, maghiară, turcă)                                                |
| Pecica       | Pečka – Печка (sârbă), Pécska (maghiară), Petschka (germană)                                        |
| Petrila      | Bányapeterd (maghiară), Petrill (germană), Sankt Petri (germană)                                    |
| Petroșani    | Petersen (germană), Petroșan (turcă), Petrozsény (maghiară), Steinthal (germană)                    |
| Piatra-Neamț | Karácsonkő (maghiară), Kreuzburg an der Bistritz (germană), Kyotre – קיאָטרע (idiș), Piyatre (turcă) |
| Pitești      | Pișt (turcă), Pitesk (germană), Pitešť (cehă, slovacă)                                              |
| Ploiești     | Ploješť (cehă, slovacă)                                                                             |
| Podu Iloaiei | Lónyahíd (maghiară), Luggenbrück (germană), Lunabrück (germană)                                     |
| Predeal      | Predeál (maghiară), Schanzpass (germană)                                                            |

## R
| Rădăuți          | Radautz (germană), Radevits – ראַדעװיץ (idiș), Radivtsi – Радівці (ucraineană), Radóc (maghiară), Radoviçe (turcă), Radovtsy – Радовцы (rusă), Radowce (poloneză) |
| Râmnicu Sărat    | Rima (maghiară), Rimnik (turcă), Rümnick (germană) |
| Râmnicu Vâlcea   | Königsberg (germană), Rimnik – Римник (bulgară), Wultsch (germană)                                                                                               |
| Râșnov           | Risena (săsească), Rosenau (germană), Rozsnyó (maghiară), Rŭzhnov – Ръжнов (bulgară)                                                                             |
| Recaș            | Rékas (maghiară), Rekaš – Рекаш (sârbă), Rekasch (germană) |
| Reghin           | Regna (latină), Rennmarkt (germană), Rî (săsească), Sächsisch Reen (germană), Sasregin – סאַסרעגין (idiș), Szászrégen (maghiară)                                  |
| Reșița           | Reșce (turcă), Reschitz (germană), Rešica – Решица (sârbă), Rešica (slovacă), Resicabánya (maghiară), Rešice (cehă), Ričica (croată)                             |
| Roman            | Roman – ראָמאַן (idiș), Romansburg (germană), Románvásár (maghiară), Romesmarkt (germană)                                                                          |
| Roșiorii de Vede | Roiss (germană) |
| Rupea            | Kőhalom (maghiară), Kohalom (turcă), Kuhalme (germană), Kuisd (săsească), Räppes (săsească), Reps (germană), Ripa (latină)                                       |

## S
| Salonta              | Großsalonta (germană), Nagyszalonta (maghiară), Salanta (turcă), Salonta (slovacă) |
| Satu Mare            | Sathmar (germană), Satmar – Сатмар (rusă), Satmar (turcă), Satmarinum (latină medievală), Satmer – סאַטמער (idiș), Satmir – Сатмір (ucraineană), Sotimir (slovacă), Szatmár (maghiară), Szatmar (poloneză)                                                 |
| Săcele               | Négyfalu (maghiară), Siebendörfen (germană), Szecseleváros (maghiară, 1950–2001) |
| Săcueni              | Seklhid – סעקלהיד (idiș), Sengevi (turcă), Székelyhíd (maghiară), Zeckelheid (germană) |
| Săliște              | Großdorf (germană), Langendorf (germană), Nagyfalu (maghiară) |
| Săliștea de Sus      | Felsőszelistye (maghiară), Obersellischt (germană), Selisht – סעלישט (idiș), Verkhnye Selyshche – Верхнє Селище (ucraineană) |
| Sărmașu              | Nagysármás (maghiară), Sarmen (germană) |
| Săveni               | Sassnitz (germană), Szövén (maghiară) |
| Sângeorgiu de Pădure | Erdőszentgyörgy (maghiară), Sankt Georgen auf der Heide (germană) |
| Sângeorz-Băi         | Georgenau (germană), Gergn (săsească), Oláhszentgyörgy (maghiară), Sankt Georgen (germană), Simzhorts – סימזשאָרץ (idiș) |
| Sânnicolau Mare      | Groß Sankt Nikolaus (germană), Nagyszentmiklós (maghiară), Sanniklos (șvabă bănățeană), Semikloš – Семиклош (sârbă), Smikluš (bulgară bănățeană) |
| Sântana              | Sankt Anna (germană), Szentanna (maghiară) |
| Sebeș                | Melnbach (săsească), Mühlbach (germană), Saçsebeș (turcă), Szászsebes (maghiară) |
| Sebiș                | Borossebes (maghiară), Königsegg (germană), Sebisch (germană), Schnellendorf (germană†) |
| Seini                | Leuchtenburg (germană), Sein – סעיִן (idiș), Sienerburg (germană), Szinérváralja (maghiară), Waroli (germană) |
| Sfântu Gheorghe      | Gergen (săsească), Gergesmarkt (germană), Sankt Georgen (germană), Sepsiszentgyörgy – 𐲤𐳉𐳠𐳤𐳐𐳥𐳉𐳙𐳦𐳎𐳞𐳢𐳎 (maghiară) |
| Sibiu                | Cibinium (latină), Hermannstadt (germană), Hermanshtat – הערמאַנשטאַט (idiș), Hermestatt (săsească), Nagyszeben (maghiară), Sibin – Сибин (bulgară), Sibin (turcă), Sibiň (cehă, slovacă), Sibin’ – Сибинь (rusă), Sibinj – Сибињ (sârbă), Sybin (poloneză) |
| Sighetu Marmației    | Marmarosch-Eiland (germană), Siget – סיגעט (idiș), Siget (germană), Sihoť (cehă, slovacă), Sygiet (poloneză), Syhit – Сигіт (ucraineană), Syhot’ – Сиготь (ruteană), Sziget (maghiară)                                                                    |
| Sighișoara           | Saxoburgum (latină medievală), Schäsbrich (săsească), Schäßburg (germană), Segešvár (cehă, slovacă), Segesvár (maghiară), Segeșvar (turcă), Šigišov (cehă)                                                                                                |
| Simeria              | Fischdorf (germană), Piski (maghiară) |
| Sinaia               | Siney (germană), Szinaja (maghiară) |
| Siret                | Seret – סערעט (idiș), Seret (poloneză), Seret – Серет (ucraineană), Sereth (germană), Szeretvásár (maghiară) |
| Slatina              | Slatina – Слатина (bulgară), Szalatna (maghiară), Zelatna (germană) |
| Slănic-Moldova       | Moldenbronn (germană), Moldenmarkt (germană), Szaláncfürdő (maghiară) |
| Slobozia             | Freistadt (germană), İslabozi (turcă) |
| Solca                | Solka (germană), Szolka (maghiară) |
| Sovata               | Sowaten (germană), Szováta (maghiară) |
| Suceava              | Sedschopff (germană†), Shech’ov – Շեչով (armeană), Shots – שאָץ (idiș), Sotschen (germană), Sučava (cehă), Suçava (turcă), Suchava – Сучава (rusă, ucraineană), Suczawa (germană, poloneză), Szőcsvásár (maghiară†), Szucsáva (maghiară)                   |
| Sulina               | Soulinás – Σουλινάς (greacă), Sülne (turcă) |
| Șimleu Silvaniei     | Schomlenmarkt (germană), Shamloy – שאַמלוי (idiș), Šomľov (slovacă), Szilágysomlyó (maghiară) |
| Șomcuta Mare         | Großhornbrunn (germană), Nagysomkút (maghiară), Shomkut – שאָמקוט (idiș) |
| Ștefănești           | Istafaneș (turcă), Shtefenesht – שטעפֿענעשט (idiș) |
| Ștei                 | Stey (germană), Vaskohsziklás (maghiară) |

## T
| Tălmaciu         | Großtalmesch (germană), Nagytalmács (maghiară) |
| Tășnad           | Tasnád (maghiară), Toshnad – טאָשנאַד (idiș), Trestenburg (germană) |
| Tăuții-Măgherăuș | Miszmogyorós (maghiară), Tautz-Kleinmaniersch (germană) |
| Târgoviște       | Targowica (poloneză), Tergowisch (germană), Tirkoviș (turcă), Trgovište – Трговиште (sârbă), Trhoviště (cehă), Trhovište (slovacă), Tŭrgovishte – Търговище (bulgară) |
| Târgu Bujor      | Buzhor – בוזשאָר (idiș) |
| Târgu Cărbunești | Szénvásárhely (maghiară) |
| Târgu Frumos     | Schönburg (germană), Széplak (maghiară), Szépváros (maghiară) |
| Târgu Jiu        | Tergoschil (germană), Tirgozi (turcă), Zsilvásárhely (maghiară) |
| Târgu Lăpuș      | Madyar-Laposh – מאַדיאַר־לאַפּאָש (idiș), Magyarlápos (maghiară), Ungarisch Eberfeld (germană) |
| Târgu Mureș      | Agrópoli – Αγρόπολη (greacă), Asserculis (latină), Marktstadt (germană), Maroșpazarı (turcă), Marosh-Vasharhey – מאַראָש־וואַשאַרהיי (idiș), Marosvásárhely – 𐲘𐳀𐳢𐳛𐳤𐳮𐳁𐳤𐳁𐳢𐳏𐳉𐳗 (maghiară), Nai Muark (săsească), Neumarkt am Mieresch (germană), Novum Forum Siculorum (latină medievală), Székelyvásárhely (maghiară)                                                      |
| Târgu Neamț      | Deutschmarkt (germană), Németvásár (maghiară), Niyamiç (turcă) |
| Târgu Ocna       | Aknavásár (maghiară), Kirchenburg (germană) |
| Târgu Secuiesc   | Kézdivásárhely (maghiară), Szekler Neumarkt (germană) |
| Târnăveni        | Dicsőszentmárton (maghiară), Martinskirch (germană), Sankt Martin (germană) |
| Techirghiol      | Tekirg’ol – Текиргьол (bulgară), Tekirghiol (germană), Tekirgöl (turcă) |
| Tecuci           | Tehek-ucu (turcă), Tekuç (turcă), Tekucs (maghiară), Tekucz (poloneză), Tekutsch (germană), Tekutsh – טעקוטש (idiș) |
| Teiuș            | Dornen (germană), Dreikirchen (germană), Durnen (săsească), Teviš – Тевиш (sârbă), Tövis (maghiară) |
| Timișoara        | Temeschburg (germană), Temeschwar (șvabă bănățeană), Temeshvar – טעמעשוואַר (idiș), Temeshvar – Темешвар (rusă), Temešov (cehă), Temešvár (cehă, slovacă), Temesvár (maghiară), Temeșvar (turcă), Temeswaar (neerlandeză), Temeszwar (poloneză), Temišvar (croată, slovenă), Temišvar – Темишвар (sârbă), Timišvár (bulgară bănățeană), Timisvaria (latină medievală) |
| Tismana          | Tismanan (germană) |
| Toplița          | Bad Mieresch (germană), Maroshéviz (maghiară), Oláhtoplica (maghiară), Topliça (turcă), Töplitz (germană) |
| Tulcea           | Aegyssus (latină), Aigissós – Αιγισσός (greacă), Hora-Tepé (turcă), Tolçu (turcă), Tulch’a – Տուլչա (armeană), Tülcea (venetă), Tulcha – Тулча (bulgară, rusă, ucraineană), Tulcsa (maghiară), Tulitsa – Тулица (bulgară), Tultscha (germană) |
| Turda            | Potaissa (latină), Thorenburg (germană), Torda – Торда (bulgară), Torda (maghiară, turcă), Torembrich (săsească) |
| Turnu Măgurele   | Kholŭvnik – Холъвник (bulgară), Kisnikápoly (maghiară), Kleinnikopel (germană), Kolownick (germană), Kule (turcă), Malŭk Nikopol – Малък Никопол (bulgară) |
| Țicleni          | Ciklény (maghiară) |

## U
| Ulmeni   | Braten (germană), Sülelmed (maghiară)                           |
| Ungheni  | Narrading (germană), Nyaradfluss (germană), Nyárádtő (maghiară) |
| Uricani  | Goldenbach (germană), Zsilörkény (maghiară)                     |
| Urziceni | Rotenturn (germană)                                             |

## V
| Valea lui Mihai | Michaelsdorf (germană), Mihályfalva (maghiară), Mihay-Folvo – מיהײַ־פֿאָלוואָ‎ (idiș)                                                                     |
| Vaslui          | Vaselu (turcă), Vasluy – Վասլույ (armeană), Vasluy – וואַסלוּי (idiș), Vasluy – Васлуй (rusă), Vaszló (maghiară), Wasluj (poloneză), Wassluy (germană) |
| Vașcău          | Eisenstein (germană), Vaskoh (maghiară) |
| Vatra Dornei    | Dorna Watra (germană), Dornavátra (maghiară), Dorne – דאָרנע (idiș), Watra Dorna (poloneză)                                                           |
| Vânju Mare      | Vings (germană) |
| Vicovu de Sus   | Oberwikow (germană), Verkhniy Vikov – Верхній Віков (ucraineană), Vikov – וויקאָוו (idiș)                                                             |
| Victoria        | Viktoriastadt (germană), Viktóriaváros (maghiară) |
| Videle          | Widein (germană) |
| Vișeu de Sus    | Felsővisó (maghiară), Oberwischau (germană), Oyber Visheve – אויבער־ווישעווע (idiș), Verkhnya Vyshava – Верхня Вишава (ucraineană)                   |
| Vlăhița         | Nagyoláhfalu (maghiară), Szentegyháza (maghiară), Wlachendorf (germană), Woldendorf (germană), Römerskirchen (germană)                               |
| Vulcan          | Volkány (maghiară), Wolkersdorf (germană) |

## Z
| Zalău    | Waltenberg (germană), Zilah (maghiară), Zilaj (slovacă), Zile (turcă), Zillenmarkt (germană)                                     |
| Zărnești | Molkendorf (germană), Särnescht (săsească), Zerne (maghiară), Zernen (germană), Zerneșt (turcă)                                  |
| Zimnicea | Demnitzíkos – Δεμνιτζίκος (greacă), Simnitz (germană), Zimniçe (turcă), Zimnich – Зимнич (bulgară), Zimnitsa – Зимница (bulgară) |
| Zlatna   | Goldmarkt (germană), Kisbánya (maghiară), Kleinschlatten (germană), Zalatna (maghiară)                                           |